# Calliostoma lesporti
Calliostoma lesporti is een uitgestorven slakkensoort uit de familie van de Calliostomatidae. De wetenschappelijke naam van de soort werd voor het eerst geldig gepubliceerd in 2017 door Pacaud.